# Elisabeth Bergner

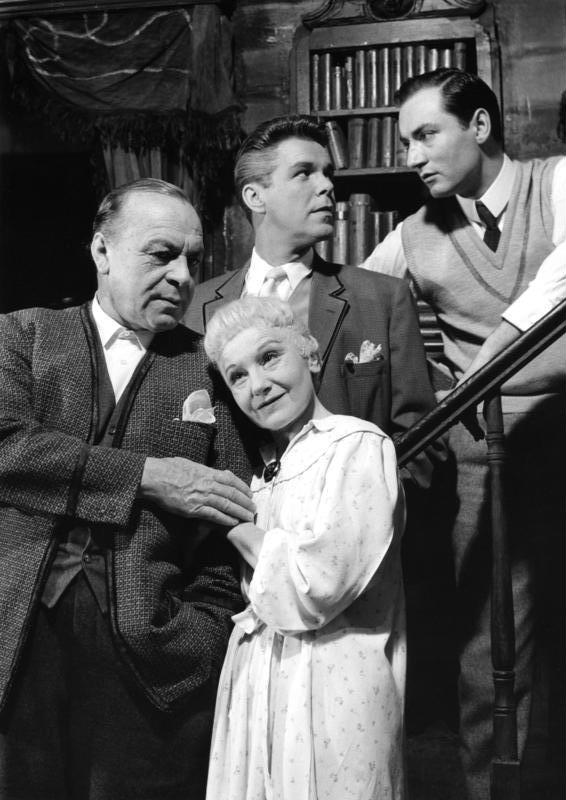
En Viaje de un largo día hacia la noche por Eugene O'Neill, Bonn, 1957.

Elisabeth Bergner nació como Elisabeth Ettel el 22 de agosto de 1897, en Drohobycz, Imperio austrohúngaro (actual Drogobych, Ucrania).
Comenzó a actuar en Innsbruck con tan solo quince años. En Viena, trabajó como modelo, posando para el escultor Wilhelm Lehmbruck, quien se enamoró de ella. Posteriormente se trasladaría a Múnich y Berlín.
En 1923 hizo su primera película, Der Evangelimann. Contó con la colaboración de Edith Gyömrői Ludowyk para el diseño de trajes para las películas en el estudio Neumann Produktion, tradujo textos, interpretó y tomó fotografías. Con la llegada del nazismo al poder, Bergner y su marido, Paul Czinner, ambos judíos, se trasladaron a Londres. 
Su película Catalina de Rusia fue prohibida en Alemania por el origen étnico de su protagonista. 
Fue candidata al Oscar de la Academia en la categoría de mejor actriz por Escape Me Never (1935).
Volvió a Alemania en 1954, donde actuó en algunas películas y en el teatro; el distrito berlinés de Steglitz le dio su nombre a uno de sus parques.
Murió en Londres, Reino Unido el 12 de mayo de 1986, a los ochenta y ocho años de edad.

## Premios y distinciones
Premios Óscar
| Año  | Categoría    | Película        | Resultado |
| ---- | ------------ | --------------- | --------- |
| 1936 | Mejor actriz | Mi vida para ti | Nominada  |